# Солдатская Духовка
Солдатская Духовка — село в Тамбовском районе Тамбовской области России. Входит в Татановский сельсовет.

## География
Расположено в центральной части Тамбовской области в 25 км к северу от Тамбова, в 10 км от автомагистрали P208.
В селе 8 улиц. 

## История
Село Солдатская Духовка основано в конце первой половины XVIII века и было заселено солдатами, отчего и получило своё название.
В переписной книге частичной переписи населения 1710 года говорится, что в селе Солдатской Духовке было 59 солдатских дворов с 214 человек мужского пола и 8 бобыльских дворов.
В селе была «Церковь св. вмч. Параскевы», построенная прихожанами в 1765 году. Церковь не сохранилась до наших дней. На её месте сегодня находится филиал МБОУ «Горельская СОШ» в селе Солдатская Духовка..

## Население
| 2002 | 2010 |
| ---- | ---- |
| 875  | ↗895 |